# Djupsjönäs
Djupsjönäs är en by i Nordmalings kommun. Ingvar Häggströms jordbruk är byns enda företag. Det bedrivs mycket jakt i Djupsjönäs. Genom skogen från finns en genväg till Djupsjö.